# Abwarten und Tee trinken
Abwarten und Tee trinken ist eine Redewendung, die laut diversen nicht verifizierten Quellen auf den kräuterkundigen Schäfer Philipp Heinrich Ast (1848–1921) zurückgeht. Der Duden – Redewendungen: Wörterbuch der deutschen Idiomatik verweist auf Kräutertee und dessen heilende Wirkung, die der Kranke abwarten solle.
Das Wörterbuch der Deutschen Sprache weist die Redewendung unter dem Stichtwort „abwarten“ für 1897 erstmals nach. DWDS erklärt die Bedeutung der Redewendung unter dem Stichwort „abwarten“ als „Geduld haben“ und stuft sie in die Sprachebene der saloppen Sprache ein.
Der im Nationalsozialismus tätige Gynäkologe Walter Stoeckel, der seinerzeit eugenische Schwangerschaftsabbrüche und Zwangssterilisationen durchführte, hatte eine ganz andere Erklärung und Interpretation. Demnach beschreibt die Redewendung den versuchten Schwangerschaftsabbruch:

„Statt ‚abzuwarten und Tee zu trinken‘ – dieses im Volksmund geflügelte Wort bezieht sich tatsächlich auf den Verdacht der Schwangerschaft und den Genuß vermeintlich abtreibenden Tees – […]“